# Werther (1938)
Werther (Originaltitel: Le Roman de Werther) ist eine französische Verfilmung von Johann Wolfgang von Goethes Die Leiden des jungen Werther, die der deutsche Regie-Exilant Max Ophüls 1938 in Frankreich inszeniert hatte. Die Titelrolle übernahm Pierre Richard-Willm.

## Handlung
Die Geschichte hält sich eng an die Goethe-Vorlage:
Anfang des 19. Jahrhunderts. Werther, ein sensibler, junger Mann, hat sich unsterblich in Charlotte verliebt. Diese ist die Verlobte von Werthers bestem Freund Albert. So sehr sich Werther auch um die junge Frau bemüht, sie kann sich nicht für ihn entscheiden und weist Werther ab. Zutiefst betrübt, zieht dieser sich zurück und sucht in dem selbstgewählten Rückzug Trost und Vergessen zu finden. Werther, der als Gerichtsassessor sein Geld verdient, kann jedoch seine Angebetete nicht vergessen, auch nachdem sie ihren Verlobten Albert geheiratet hat. Seine weiteren Bemühungen bleiben gleichwohl ohne Hoffnung und Widerhall, auch wenn Charlotte zwischen ihrem Ehemann und dem hingebungsvollen Werther emotional hin und her schwankt. Da sie aber auch aufgrund der damals herrschenden Konventionen nicht die Entschlusskraft besitzt, Albert zu verlassen und sich ganz auf Werther einzulassen, belässt sie alles bei dem wie es ist. Werther sieht daraufhin keine andere Lösung mehr und nimmt sich mit einem Revolver das Leben.

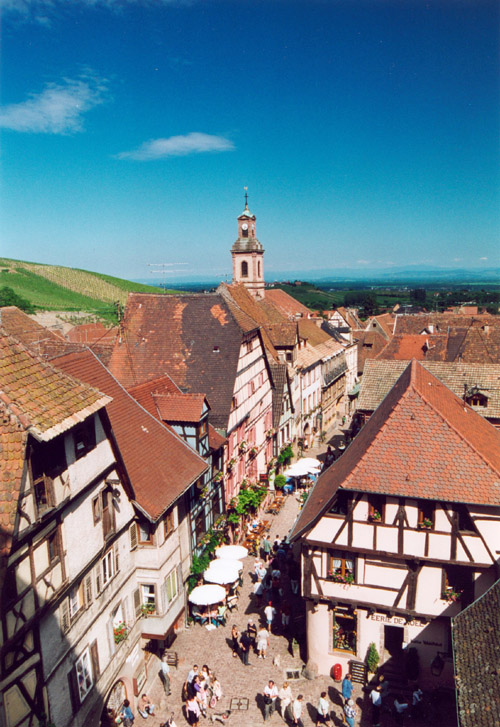
Einer der malerischen Außendrehorte: Reichenweier (Riquewihr) im Elsass

## Produktionsnotizen
Werther wurde im Elsass (Außenaufnahmen in Reichenweier und Ammerschweier) und in Paris (Studioaufnahmen) gedreht und feierte seine Premiere am 14. Dezember 1938. In Deutschland wurde Ophüls’ Inszenierung trotz dieses urdeutschen Stoffs nie synchronisiert gezeigt. Seine Premiere feierte der Film am 9. August 1994 im Dritten Programm des WDR-Fernsehens als Original mit Untertiteln.
Eugène Lourié schuf die Filmbauten, Annette Sarradin die Kostüme. Jacqueline Audry war eine von zwei Regieassistenten des gebürtigen Saarländers.

## Kritik
Der Film wurde nur wenig beachtet und gilt nicht gerade als Hauptwerk von Ophüls. Der Regisseur selbst soll nach eigener Aussage nicht gewusst haben, wie er richtig mit dem legendären Goethe-Stoff umgehen sollte.
Das Lexikon des Internationalen Films schrieb: „Die romantische Geschichte nach Goethes Roman ist mit vollendetem Geschmack inszeniert, zugleich poetisch und zärtlich, pathetisch und delikat. Bei "Werther" bezog der Regisseur die impressionistische Wirkung seines Films erstmals nicht aus den artifiziellen Atelierbauten, sondern aus dem Charme der natürlichen Landschaft des Oberrheins.“